# Waldemar Lesner
Waldemar Lesner (* 18. April 1967 in Danzig) ist ein polnisch-deutscher Volleyballspieler und -trainer.

## Karriere
Waldemar Lesner spielte in den 1980er Jahren Volleyball in seiner polnischen Heimat. 1989 wechselte der Mittelblocker in die deutsche Bundesliga zum Hamburger SV und wurde hier gleich in seiner ersten Saison zum „Aufsteiger des Jahres“ gewählt. Waldemar Lesner erhielt die deutsche Staatsbürgerschaft und spielte später bei den Ligakonkurrenten VfB Friedrichshafen, SCC Berlin (DVV-Pokalsieg 1996), VC Eintracht Mendig und TSV Bad Saulgau. In dieser Zeit war er mehrfach in den Ranglisten des deutschen Volleyballs in den Kategorien Aufschlag und Block vertreten.
Waldemar Lesner spielte zwischen 1982 und 1988 in der polnischen Nationalmannschaft. Heute ist er Trainer in Österreich beim Hypo Tirol Volleyballteam Innsbruck. Waldemar Lesner hat zwei Kinder (Fabian und Nicole).